# Distretto di Zavhanmandal
Il distretto di Zavhanmandal è uno dei ventiquattro distretti (sum) in cui è suddivisa la provincia del Zavhan, in Mongolia. Conta una popolazione di 1.324 abitanti (censimento 2005). 